# Anaspis frontalis
Anaspis frontalis is een keversoort uit de familie bloemspartelkevers (Scraptiidae). De wetenschappelijke naam is gepubliceerd in 1758 door Carl Linnaeus in de tiende editie van Systema naturae.

## Kenmerken
De kevers hebben een grootte van 2,5–4,4 mm. Ze hebben een langwerpig-ovale lichaamsvorm. Ze zijn vooral in het westelijke verspreidingsgebied meestal zwart van kleur. Het voorhoofd, de basale voelsprieten en de voorpoten zijn geelrood gekleurd. De stekels van de midden- en achterpoten zijn eveneens geelrood. Kenmerkend voor deze soort zijn de stevige aanhangsels van het 3e sterniet, die aan de punt kort en haakvormig gebogen zijn, evenals de voorste tarsen, die sterk verbreed zijn. In het oostelijke en zuidoostelijke verspreidingsgebied zijn de kevers lichter van kleur, soms eentonig geelrood, met alleen een donkere verkleuring van het achterhoofd.

## Verspreiding
Deze keversoort komt veel voor in Midden- en Noord-Europa en is daar lokaal vaak te vinden. Het verspreidingsgebied reikt in het noorden tot Fennoscandinavië en gaat zelfs voorbij de poolcirkel. Op de Britse Eilanden komt de soort ook voor, en is in Engeland zelfs vrij frequent. In het zuiden reikt het voorkomen tot het Iberisch Schiereiland, en in het oosten tot het verre oosten van Azië (China, Japan). Anaspis frontalis is in Midden-Europa de meest voorkomende soort van het geslacht Anaspis, dat daar met 35 soorten vertegenwoordigd is.